# Нікітін Андрій Сергійович
Андрі́й Сергі́йович Нікі́тін (рос. Андрей Сергеевич Никитин; нар. 26 листопада 1979) — російський економіст та державний діяч, який обіймав посаду губернатора Новгородської області з 2017 по 2025 рік. Наразі виконує обов'язки міністра транспорту з 7 липня 2025 року. Раніше він обіймав посаду заступника міністра транспорту з лютого по липень 2025 року.

## Біографія
Андрій Нікітін народився 26 листопада 1979 року. Хоча він народився в Москві, майже 16 років прожив у Міасі Челябінської області. Після закінчення школи у 2001 році вступив до Державного університету управління (ДУУ), де отримав диплом за спеціальністю «Державне та муніципальне управління». Він продовжив навчання в аспірантурі, і у 2006 році захистив дисертацію на тему «Стратегія організаційних змін як інструмент ефективного управління (методологічний аспект)», здобувши ступінь кандидата економічних наук. У 2008 році Нікітін отримав ступінь MBA у Стокгольмській школі економіки. Того ж року він став доцентом кафедри теорії організації та управління Державного університету управління.
13 лютого 2017 року указом президента Росії Володимира Путіна Андрій Нікітін був призначений виконувачем обов'язків губернатора Новгородської області. 10 вересня 2017 року, набравши 67,99 % голосів, він був обраний губернатором Новгородської області. Вступив на посаду 14 жовтня 2017 року.
У 2018 році він захистив докторську дисертацію на тему «Формування та ефективне функціонування регіональних управлінських команд» і став доктором економічних наук.
Нагороджений медаллю ордена «За заслуги перед Вітчизною» II ступеня, має подяку від президента.
Є членом президії президентської ради з модернізації економіки та інноваційного розвитку Росії, а також членом президії Державної ради Російської Федерації. Також є членом наглядової ради Агентства стратегічних ініціатив для просування нових проєктів.